# Nashua (Montana)
Pour les articles homonymes, voir Nashua.
La ville de Nashua est située dans le comté de Valley, dans l’État du Montana, aux États-Unis. Sa population s’élevait à 290 habitants lors du recensement de 2010.

## Source
- (en) Cet article est partiellement ou en totalité issu de l’article de Wikipédia en anglais intitulé « Nashua, Montana » (voir la liste des auteurs).